# Opercularia hispidula
Opercularia hispidula är en måreväxtart som beskrevs av Stephan Ladislaus Endlicher. Opercularia hispidula ingår i släktet Opercularia och familjen måreväxter. Inga underarter finns listade i Catalogue of Life.